# Forever Now (album Level 42)
Forever Now è un album del gruppo musicale britannico Level 42, pubblicato dall'etichetta discografica RCA e distribuito dalla BMG nel 1994. Esistono due versioni di questo album con diverse tracklist e copertine. La prima release uscita nel 1994 con etichetta RCA include 11 tracce. Nel 1996, l'album è stato ristampato per l'etichetta Resurgence, con 15 tracce comprese 6 canzoni extra, ma senza "Tired Of Waiting" e "All Over You" e con "Billy's Gone" rimissata. La versione  Resurgence è stata ristampata come doppio CD nel 2009 per l'etichetta Edsel, includendo di nuovo "Tired Of Waiting" e "All Over You" , con in aggiunta extended remixes di "All Over You", "Forever Now", "Learn To Say No" e  "Love In A Peaceful World".
Dal disco vengono tratti i singoli Forever Now, All Over You e Love in a Peaceful World.

## Tracce
1. Forever Now
2. Model Friend
3. Tired of Waiting
4. All Over You
5. Love in a Peaceful World
6. Romance
7. Billy's Gone
8. One in a Million
9. Sunbed Song
10. Talking in Your Sleep
11. Don't Bother Me